# Grupo Asesor de Alto Nivel sobre Financiación del Clima
El Grupo Asesor de Alto Nivel sobre la Financiación del Cambio Climático (AGF, por sus siglas en inglés) es un grupo de expertos en financiamiento climático, creado el 12 de febrero de 2010 por el entonces Secretario General de las Naciones Unidas, Ban Ki-Moon. El grupo tendría  una duración de diez meses. El objetivo del grupo era "estudiar posibles fuentes de ingresos que permitan alcanzar el nivel de financiación del cambio climático prometido durante la Conferencia de las Naciones Unidas sobre el Cambio Climático celebrada en Copenhague en diciembre de 2009".

## Composición
El grupo estaba copresidido por Jens Stoltenberg, Primer Ministro de Noruega, y Meles Zenawi, Primer Ministro de la República Democrática Federal de Etiopía. El presidente de Guyana, Bharrat Jagdeo, fue el tercer jefe de Estado en la junta, pero no fue copresidente. Entre los miembros se encontraban expertos de países desarrollados, países en desarrollo, y de organizaciones internacionales de desarrollo y del mundo académico. El Primer Ministro británico Gordon Brown copresidió con Zenawi desde la formación del grupo en febrero de 2010 hasta el 6 de junio de 2010, cuando fue sustituido por Stoltenberg.
El mandato del grupo era desarrollar propuestas prácticas sobre cómo aumentar significativamente la financiación a largo plazo de las estrategias de mitigación y adaptación en los países en desarrollo a partir de diversas fuentes tanto públicas como privadas.

## Crítica
Los críticos afirmaron que el grupo podría contribuir a degradar las negociaciones de la CMNUCC, además de quejarse de falta de transparencia y de un importante sesgo de género. Asimismo, algunas organizaciones de la sociedad civil no están de acuerdo en que 100.000 millones de dólares al año sean suficientes para la financiación del cambio climático, pero en general, las ONG están satisfechas con la presión que el informe del FAG ejerce sobre los países desarrollados.

## Respuesta
El gobierno de Estados Unidos rechazó todas las nuevas fuentes innovadoras a escala internacional propuestas en el informe del AGF, a saber, el Impuesto sobre las Transacciones Financieras (ITF), los Derechos Especiales de Giro (DEG) y los combustibles de aviación y marítimos. Aunque el proyecto de ley de tope y comercio fue rechazado en el Congreso en 2010, el gobierno estadounidense sigue considerando que el mercado de carbono es la forma más viable de financiar las actividades relacionadas con el cambio climático.
En general, la Unión Europea favorece las fuentes innovadoras. Con el destino del Protocolo de Kioto indeterminado más allá de 2012, la UE ha limitado los proyectos de compensación en los países menos desarrollados. Bajo el liderazgo de la presidencia francesa del G20, la UE consideró la posibilidad de establecer un impuesto sobre las transacciones financieras a nivel de la Unión Europea, y canalizar los ingresos para el clima, la salud, la educación y otros fines de desarrollo internacional. Se publicó un informe detallado que recoge la respuesta de la Comisión Europea al informe del AGF. Aunque "toma nota" es una expresión relativamente débil, el informe fue referenciado en todas las presentaciones a la CMNUCC en relación con la financiación del clima, especialmente las fuentes innovadoras.
Fuera del sistema de la CMNUCC, el informe del AGF se menciona ampliamente en los debates sobre financiación del clima en el G20, la Unión Europea, la Organización Marítima Internacional y otros foros internacionales. Al igual que muchas otras fuentes de financiación potenciales, el acceso a cualquier nueva fuente requerirá voluntad política. En el marco del G20 se han realizado esfuerzos para eliminar las subvenciones a los combustibles fósiles, pero no tuvieron éxito una vez más en la reciente reunión del G20 en Seúl.
Al igual que el informe de la AGF, hay muchos informes de alto nivel; abordar las fuentes de financiación del clima centrándose en las fuentes innovadoras. La comunidad internacional está tomando decisiones críticas sobre cómo movilizar hasta 100.000 millones de dólares al año para 2020 basándose en las recomendaciones de estos informes.